# 原州運転免許試験場
原州運転免許試験場（ウォンジュうんてんめんきょしけんじょう）は江原特別自治道原州市にある道路交通公団の運転免許試験場である。

## 施設概要
- 技能試験場

### 本館
- 1階：受付
- 2階：試験場長室、学科試験場、試験係
- 3階：学科試験場（聴覚障害者）、道路走行説明室

## 学科試験
- PC式。
- 手話ビデオ（重度の聴覚障害者対象）

## 技能試験が可能な運転免許の種類
各運転免許の詳細については運転免許の区分を参照
- 第一種大型免許
- 第一種普通免許
- 第二種普通免許